# Louga (region)

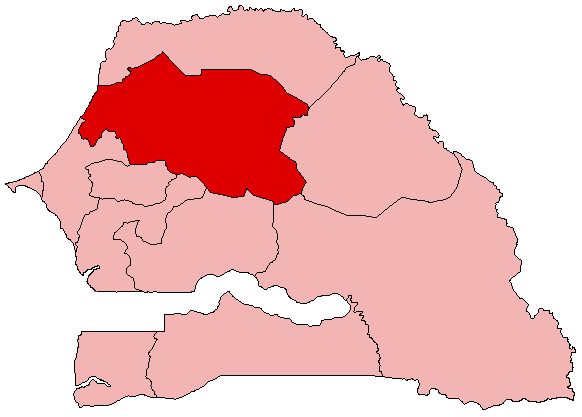
Lougaregionen i Senegal.

Louga är en av Senegals fjorton regioner. Den har 761 005 invånare (31 december 2007) på en yta av 29 188 km². Administrativ huvudort är staden Louga.

## Administrativ indelning
Regionen är indelad i tre departement (département) som vidare är indelade i kommuner (commune), distrikt (arrondissement) och glesbygdskommuner (communaute rurale).
Kébémers departement
- Kommun: Kébémer
- Distrikt: Darou Mousty, Ndande, Sagatta

Linguères departement
- Kommuner: Dahra, Linguère
- Distrikt: Barkedji, Dodji, Sagatta Dioloff, Yang-Yang

Lougas departement
- Kommuner: Louga
- Distrikt: Coki, Keur Momar Sarr, Mbediène, Sakal